# Crazy Raccoon
 Crazy Raccoon — японська кіберспортивна організація, яка бере участь у чемпіонатах із відеоігор Apex Legends, Brawl Stars, Fortnite, Valorant і Super Smash Bros.

## Brawl Stars
На даний момент, за клуб виступають три гравця: Tensai, Sitetampo та Moya. Всі приєднались 23 лютого 2023 року.
Tensai (народився 17.10.2000) — японський гравець клубу. Один з двох дворазових призерів Brawl Stars World Finals (2022 і 2023) у складі клубу ZETA DIVISION (другий — Achapi, на даний момент грає в українському клубі NaVi). Відомий своїми чудовими навичками ухилення.
Sitetampo (народився 20.04.2004) — японський гравець клубу. Призер Brawl Stars World Finals 2021 в складі ZETA DIVISION, а також віце-чемпіон Brawl Stars World Finals 2022 в складі ZETA DIVISION ONE. 30 грудня 2022 року номінований на приз Найкращий гравець 2022 від Brawlon D'Or.
Moya (народився 10.08.2004) — японський гравець клубу. Віце-чемпіон Brawl Stars World Finals 2022 в складі ZETA DIVISION ONE.